# Droga A107 (Rosja)
Droga A107, mała obwodnica Moskwy, mała betonka, pierwsza betonka, betonka (ros. Автомобильная дорога федерального значения А107, Московское малое кольцо (ММК), «Малая бетонка», «Первая бетонка», «Бетонка») – droga znaczenia federalnego w Rosji znajdująca się w całości na obszarze obwodu moskiewskiego. Jej przebieg stanowi pierścień drogowy wokół Moskwy. Znajduje się w odległości około 30 km od MKAD oraz 50 km od centrum stolicy. Znaczna część drogi ma nawierzchnię betonową.
Droga została zbudowana w czasach zimnej wojny. Ze względu na strategiczne znaczenie nie była oznaczana na mapach aż do 1993, a także nie mogły poruszać się nią prywatne pojazdy.